# 紅斑新岩瓷蟹
紅斑新岩瓷蟹（学名：Neopetrolisthes maculatus）为瓷蟹科新岩瓷蟹屬下的一个种。
其种加词“maculatus”意为“有斑点的”。